# Arnaud Bovolenta
Arnaud Bovolenta (Albertville, 6 de septiembre de 1988) es un deportista francés que compite en esquí acrobático, especialista en la prueba de campo a través.
Participó en dos Juegos Olímpicos de Invierno, obteniendo una medalla de plata en Sochi 2014, en el campo a través, y el sexto lugar en Pyeongchang 2018.

## Medallero internacional
| Juegos Olímpicos | Juegos Olímpicos | Juegos Olímpicos | Juegos Olímpicos |
| Año              | Lugar            | Medalla          | Competición      |
| ---------------- | ---------------- | ---------------- | ---------------- |
| 2014             | Sochi (Rusia)    | Medalla de plata | Campo a través   |